# Козлу
Козлу (тур. Kozlu) — ильче в иле Зонгулдак Турции.
Законом Великого Национального Собрания Турции № 6360 от 12 ноября 2012 года стал ильче. В районе есть месторождения угля. Общее население района на по данным переписи 2020 года составляет 46661 человек.